# بید شمیرانی
بید شمیرانی، جودانک (نام علمی: Salix zygostemon) نام یک گونه (زیست‌شناسی) از سرده بید است.